# Ordre de Montesa

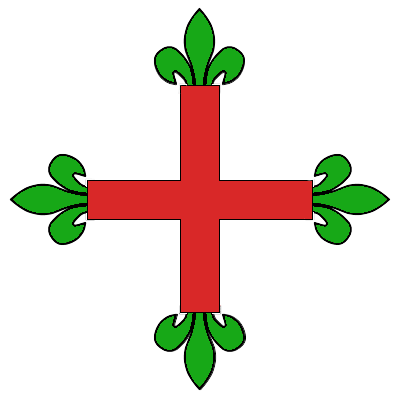
l’emblème de l’ordre : la croix de gueules fleur-de-lysée de sinople

L’ordre de Montesa était un ordre militaire valencien fondé au XIVe siècle.
Après la suppression des Templiers en 1312, le roi d’Aragon Jacques II s’opposa à la décision pontificale de transfert des biens du Temple à l’ordre de l’Hôpital. Après quelques affrontements, un compromis fut trouvé : dans le royaume d'Aragon et le comté de Barcelone, les biens du Temple iraient à l’Hôpital, mais dans le royaume de Valence, les biens des deux ordres seraient fusionnés dans un nouvel ordre, nommé d’après sa principale forteresse, Montesa. Les territoires relevant de cet ordre reçurent le nom de Maestrat (en valencien) ou Maeztrazgo (en castillan). Le Maestrat est divisé aujourd'hui en Baix Maestrat et Alt Maestrat.
Ce nouvel ordre fut confirmé par la bulle Ad fructus uberes en date du 10 juin 1317, la règle le 22 novembre et avec acceptation le 3 décembre 1317, par le pape Jean XXII, qui lui donna, à l’instar des autres ordres militaires hispaniques, la règle cistercienne, sous la tutelle de l’abbaye catalane de Santes Creus. Tous les biens du Temple lui furent transférés en 1319, lorsque ceux-ci furent jugés par le pape « non coupable et réconcilié avec la Foi. »
Le rôle fondamental de l’ordre était la défense de la frontière sud du royaume valencien. 
En 1400, il absorba l’ordre de Saint-Georges d'Alfama, du royaume d’Aragon-Catalogne, dont il adopta la simple croix rouge ; c’était l’ancienne croix du Temple.
Vers 1410-1411, Boniface Ferrier, prieur général des Chartreux, fut choisi pour arbitrer un différend entre deux grands maîtres de l'ordre, et nomma un nouveau grand maître. Quoique sa décision ruinât les espérances des deux prétendants, elle fut acceptée et le calme fut rétabli.
En 1587, il est rattaché à la Couronne d’Espagne et le roi en devient le Grand Maître en 1594. 
Au XIXe siècle, l’État expropria l’ordre de ses possessions qui, aujourd’hui, n’est plus qu’un ordre honorifique.

## Liste des maîtres de l'ordre
- Guillermo de Eril (1319-1319)
- Arnaldo de Soler (1319-1327)
- Pedro de Thous (1327-1374)
- Alberto de Thous (1374-1382)
- Berenguer March (1382-1409)
- Romero de Corbera (1410-1445)
- Gilberto de Montsoriu (1445-1453)
- Luis Despuig (1453-1482)
- Felipe Vivas de Cañamanes y Boll (1482-1484)
- Felipe de Aragón y Navarra (1484-1488)
- Felipe Vivas de Cañamanes y Boll (1488-1492)
- Francisco Sanz (1493-1506)
- Francisco Bernardo Despuig (1506-1537)
- Francisco Llansol de Romaní (1537-1544)
- Pedro Luis Galcerán de Borja (1545-1587)
- Monarchie Espagnole (1587-…)